# ブラック・プリンス (装甲巡洋艦)
| HMS ブラック・プリンス |                                                                                              |
| 艦歴                   |                                                                                              |
| 発注:                  |                                                                                              |
| 起工:                  | 1903年6月3日                                                                                 |
| 進水:                  | 1904年11月8日                                                                                |
| 竣工:                  | 1906年3月17日                                                                                |
| 退役:                  |                                                                                              |
| その後:                | 1916年5月31日ユトランド沖海戦で戦没                                                          |
| 除籍:                  |                                                                                              |
| 性能諸元               |                                                                                              |
| 排水量:                | 13,550 t                                                                                     |
| 全長:                  | 505.0 ft（153.9 m）                                                                          |
| 全幅:                  | 73.5 ft（22.4 m）                                                                            |
| 吃水:                  | 26 ft（7.9 m）                                                                               |
| 機関:                  | 円缶4基・バブコック式水管缶20基 4気筒三段膨張式機関2基2軸 23,500 hp                          |
| 最大速:                | 23.3ノット                                                                                   |
| 乗員:                  | 700-850名                                                                                    |
| 兵装:                  | 9.2インチ（234 mm）砲6門 6インチ（152mm）砲10門 3ポンド砲22門 18インチ（457mm）魚雷発射管3門 |

ブラック・プリンス (HMS Black Prince) は、1904年進水のイギリス海軍の装甲巡洋艦。デューク・オブ・エジンバラ級。

## 艦歴
テムズ鉄工造船所のブラックウォールの造船所で1903年6月3日起工。1904年11月8日に進水し、1906年3月17日に竣工した。1907年までは第2巡洋艦戦隊、1907年から1908年まで第1巡洋艦戦隊、1908年から1912年まで大西洋艦隊の第5巡洋艦戦隊、1912年から1913年まで第3巡洋艦戦隊に所属した。
第一次世界大戦が始まったときは、「ブラック・プリンス」は装甲巡洋艦4隻からなる地中海艦隊の第1巡洋艦戦隊に所属しており、ドイツの巡洋戦艦「ゲーベン」と巡洋艦「ブレスラウ」の追跡に参加した。「ブラック・プリンス」と「デューク・オブ・エジンバラ」は兵員輸送船団護衛のため紅海へ派遣となり、8月14日に「ブラック・プリンス」はスエズからアデンへ向け出航すると、翌日ハンブルク・アメリカ・ラインの「Istria」と「Sudmark」を拿捕した。
11月6日、ジブラルタルで英仏の部隊に合流してアフリカ沖でドイツ艦艇捜索よう命じられる。だが、コロネル沖海戦の生存者によってドイツ東洋艦隊の所在が明らかとなると、11月19日にその命令は取り消された。「ブラック・プリンス」は1914年12月にグランドフリートに加わり、ロバート・アーバスノット少将が指揮する第1巡洋艦戦隊に編入された。
1916年5月31日のユトランド沖海戦で、「ブラック・プリンス」は撃沈されて、乗組員全員が戦死した。
イギリス艦隊から離れた「ブラック・プリンス」は夜中頃ドイツ側の戦列に近づいた。誤りに気づいたボーナム艦長は反転を命じたが、既に遅すぎた。ドイツ戦艦「テューリンゲン」が探照灯でブラック・プリンスを捕らえ、発砲した。さらに他のドイツ艦も砲撃に加わり、15分で「ブラック・プリンス」は撃沈された。
戦闘中「ブラック・プリンス」はイギリス艦隊から離れたためイギリス側で撃沈時の様子を見たものがおらず、また8時48分には潜水艦発見の報告を送っていたことから、当時イギリス側では「ブラック・プリンス」を沈めたのが潜水艦なのか水上艦なのかは不明とされていた。